# Ахматово (Тамбовская область)
Ахма́тово — село в Мордовском районе Тамбовской области России. Входит в состав городского поселения Новопокровский поссовет.
Население — 520 жителей (1992 год).
Расположено в юго-западной части области, в 15 км к северо-востоку от районного центра — посёлка Мордово, на берегу реки Битюг. В 8 км к югу от села железнодорожная платформа ост. п. 564 км на линии Грязи — Волгоград.

## История
Село названо по Ахматову Липягу (лесу), упоминаемому в документах 1623 года. Согласно преданию это место было пристанищем шайки татар под предводительством некоего Ахмата.
Впервые упоминается в документах ревизии 1782 года под названием Деревня Большой Хутор, Ахматово тож… Вотчина Екатерины Дмитриевой, крестьяне: Григорий Яковлев, Иван Сидоров.
Эти две крепостные семьи (4 мужчин, 10 женщин) были по всей видимости первыми основателям села. В дальнейшем Ахматово упоминается как вотчина, принадлежащая семье князей Волконских. Согласно переписной книге населения 1816 года, Ахматово — деревня, дворов — 38, жителей мужского пола — 202, женского пола — 188. В 1834 г. владельцем деревни стал Пётр Михайлович Волконский.
Деревня пополнялась крепостными из разных мест. Например, в 1819 г. в Ахматово прибыла группа крепостных из Орловской губернии Болоховского уезда. Во второй половине XIX — начале XX века Ахматово вместе с Новопокровским, Шульгиным, Песчанкой, Михайловском и Никольским входило в состав Мельгуновской волости Тамбовского уезда.
Первая школа в селе была построена самими жителями на ссуду в 4000 рублей, взятую у Тамбовского уездного земства в 1900 году. Школа была построена на 60 учащихся. В 1911 году Ахматово относилось к приходу Покровской церкви села Гладышево Абакумовской волости Тамбовского уезда. В деревне 150 дворов, 530 мужчин, 551 женщина.

## Экономика
Экономика села была связана с сельским хозяйством, это и производство семян сахарной свеклы, зерновых, кукурузы, гороха, кормовой свеклы. Животноводство - крупнорогатый скот, отары овец. В селе был зерновой ток с двумя большими капитальными складами, несколько водонапорных башен, фермы  для скота. Основная школа, почта, медицинский пункт.